# Frank Nelson (lekkoatleta)
Frank Thayor Nelson (ur. 22 maja 1887 w Detroit, zm. 16 lipca 1970 tamże) – amerykański lekkoatleta specjalizujący się w skoku o tyczce, uczestnik letnich igrzysk olimpijskich w Sztokholmie (1912), srebrny medalista olimpijski w skoku o tyczce.

## Sukcesy sportowe
- dwukrotny mistrz Intercollegiate Association of Amateur Athletes of America w skoku o tyczce – 1908, 1910[1]
- zwycięzca amerykańskich eliminacji olimpijskich – 1908[2]

| Rok  | Miasto    | Zawody               | Konkurencja   | Wynik         |
| ---- | --------- | -------------------- | ------------- | ------------- |
| 1912 | Sztokholm | Igrzyska olimpijskie | skok o tyczce | srebrny medal |

## Rekordy życiowe
- skok o tyczce – 3,85 (1912)